# Требухів
Тре́бухів — село в Україні, у Броварському районі Київської області. Населення становить 5546 осіб . Входить до складу Броварської міської громади.
Требухів розташоване на відстані 6 км від залізничної платформи «Бровари», 9 км від центру громади Броварів.

## Історія
За радянською «Історією міст і сіл УРСР», на місці Требухова було поселення Іваничі, яке зруйнували татари. У 1633 р. тут засновано Требухівку. Але в книгах київського воєводи це село згадується ще раніше: «1629 р. воєвода поосаджував села — селища Трибухов над Старицею-рікою, назвавши слободою, і на двох урочищах Горочани і Іваничі». Того ж 1629 р. відбувався судовий процес Даниловича з ігуменом Бєльським за ці землі.
Письмові джерела засвідчують двоваріантне давнє заселення Требухова в урочищах Горочани й Іваничі.
Річка Стариця — це забута мала требухівська річка, що витікала з урочища Трепетник, текла через озеро Горочани і болото Маковій повз Сотницький хутір і впадала в річку Рудку-Красилівку. Річка Красилівка і зараз у нижній течії має назву Стариця. Стариця, стара річка, річка старого часу.
Новостворена слобода не успадкувала назви від давніх урочищ-поселень, а дістала третю назву — Трибухов. Це не відповідає усталеним традиціям, хіба що існувало ще й третє урочище — Требухов, від особистого імені Треба. Відоме й четверте урочище-поселення — Вольниця.

### Перекази
Заснування Требухова можна реконструювати лише за численними місцевими переказами. Один із них називає тут хутір Требин, де жив перший поселенець, а броварський краєзнавець Дмитро Гамалій стверджує, що на місці села було місто Требин.
В основі назви села корінь «треба», слово, що означає місце або обряд релігійного язичницького культу. Про це смутно згадується 6 деяких місцевих переказах: «Там водились олені. Один мисливець попав у требуха. Звідси й назва місця — Требухи.» В іншому переказі згадується «бійня кочівників», яка була тут, і церква з півмісяцем замість хреста, збудована «якимось татарином». Язичницьку основу має і переказ про перемогу якогось требухівського борця над заїжджим. Ці перекази засвідчують сліди язичницького скіфського культу.
Культ скіфського оленя, «бійня»-капище, мисливці-жерці, які за требухою жертовного оленя віщують майбутнє, язичницька церква з півмісяцем, яка провалилася під землю, і стало там озеро Горочани. Найбільш легендарне місце в Требухові — це Горочани. Точний опис урочища Горочани подається в давньому переказі: «Було поле, посеред поля — озеро, а на ньому острів. Там поселився чоловік, і звали його Требушок.»
За іншим переказом, тут був церковний град Чан. Ця гіпотеза про церковне поселення в Градчанах-Горочанах ставить село в один ряд із сусідніми монастирськими поселеннями часів Київської Русі — Красилівкою, Броварями. Можна здогадуватися, що це було володіння Михайлівського Золотоверхого монастиря, який у післятатарські часи повернув собі свої колишні володіння.
Можна також однозначно стверджувати, що в урочищі Горочани стояло давньоруське поселення. Слово «Горочани» може означати «град» — тут простежується схожість із чеськими Градчанами, або ж назву дерев'яних веж — городниць, горочан.
В одному з переказів стверджується, що село виникло на місці старого спаленого поселення Вольниця (Горочани), де і досі трапляється стара цегла, численне череп'я (розкопки в Горочанах велися в 1957 р.). Цей град в урочищі Горочани міг мати назву Вольниця. Урочище Вольниця є і в Русанові. Чи нема тут зв'язку з княжицько-русанівськими Солов'ями?
У переказі, записаному від Євдокії Дідусь, розповідається: «Був землетрус і наплив піску і мулу, який знищив город Чан. Після землетрусу жив в Києві король, і держав в тюрмі 6 чоловік. А ключником був Треба, який і випустив їх. Забрались вони в глухе місце, що лісом поросло, і там оселились. Коли король помер, то забрали вони з Києва і свої сім'ї. До них стали прибувать люди і поставили маленьку церкву. Прізвища першопоселенців були: Хромець, Шуляк, Кривенко, Корнійко, Мельниченко, Дідусь і Треба. Найстарішим серед них був дідусь».
Давня родова легенда. Достовірність її дуже висока. Вона свідчить про післятатарське заселення Требухова. Слово «ключник» давньоруське, але київським ключником був і Станіслав Вигура, засновник Вигурівщини.
Глухі болотно-лісові землі були броварським «Сибіром», куди втікали люди на вільні землі, це була Вольниця. Схожа схема переказу про болото Глухове. «За селом на Гаях є болото Глухове. Там колись було багато риби і птиці. Ніхто туди ніколи не добирався, тварини жили там глухо. Тому і болото Глухове. Біля нього і оселився чоловік Сергій Глуховський.»

### Річ Посполита
Датування переказів складне. У купчій від 1508 р. на землі півкнязівські значних поселень між княжицькими і русанівськими землями не згадується. Згадується лише річка Черниця. Можливо, то давніша назва Стариці, бо «навколо церковного града Горочан монастир був»." Сама назва Стариця свідчить про те, що це річка давно минулих часів.
Дмитро Гамалій вважав, що з 1508 р. володіння належали Михайлівському монастирю, пізніше князям Вишневецьким та шляхтичам Аксакам.
Мабуть, 1508 р. — час поселення в урочищі Іваничі. Зараз такого топоніма на території села вже немає, зате збереглися схожі з ним місцеві прізвища Іваненко, Іваницький. Після розорення Києва татарами під проводом хана Менґлі I Ґерая в 1482 р. литовці звезли до Києва на відбудову замку до 20 тисяч людей. Очевидно, це й був час ключника Треби. Серед втікачів і Іван, засновник Іваничів, і Сергій Глуховський, і ключник Треба. Втікачі могли бути родом із-за Дніпра, з білоруських земель. Форма назви села Іваничі схожа на задніпровську традицію (Літковичі). Ще й донині село Требухів виділяється специфічним своїм діалектом: «кунь», «вул», «пул»… — це ознаки поліського північноукраїнського діалекту.

### Гетьманщина
Селились тут на монастирських землях, ставали монастирськими людьми. Монастирські люди займалися, як і скрізь у ті часи в нашому краї, лісовим промислом. Назва сільського кутка Дьогтярина є свідченням про цей промисел в урочищі, де росли березові ліси. Монастирські промисли були тут досить значними, бо Требухів стає одним із найбільших сіл. До монастирських людей підселяються і козаки з хутора бориспільського сотника. Село стає монастирсько-козацьким. Як монастирське, село не брало активної участі в козацьких війнах. Не було воно залежним ні від Вишневецького, ні від Аксака. Частково належало до бориспільських володінь Даниловича. В ці часи і сформувалися давні требухівські роди — Оксюти, Бабичі, Грінченки, Каленченки, Соми, Осначі, Криськи, Харченки, Овдієнки, Борисенки, Нестеренки, Кривенки, Корнійки, Шуляки, Білоуси, Куці. Монастирські майстрові люди, заможні виборні козаки, козаки-підпомічники, голодна голота. Так, козак Глущенко, нащадок Сергія Глуховського, згадується в скарзі до гетьмана Данила Апостола.
Монастирські селяни требухівськоЇ вотчини платили хлібний податок за землю, за пасовиська, за вінчання в церкві, за переїзд через монастирські річки, за помол у млині. А ще платили подушну подать і подать державі на утримання війська.
До початку 17 ст. ці землі належали княжицьким власникам і київським монастирям. У 1634 р. Данилович, родовитий руський шляхтич, володар Борисполя і Олеського замку на історичній Волині, засновує тут поселення. На місці спаленого в давнину села Вольниця стояло дві хати і два городи. Це відродження Требухова в середні віки. Важко знайти достеменні витоки Требухова, але зрозуміло, що виник він значно раніше 17 ст. Адже й сусіднє село Дударків, яке теж належало до Остерського повіту, відоме за письмовими джерелами від 1615 р. («Грицько з Дударкова»).
У 1668 році Бровари, як і Гоголів та інші населені пункти нашого краю, було зруйновано військами графа Шереметьєва. 1680 року Бровари разом зі всіма угіддями та навколишніми селами (Троєщина, Требухів, Дударків, Красилівка) гетьманом Іваном Самойловичем були передані Києво-Печерській лаврі.
Та загалом монастирські повинності не були дуже обтяжливі, і село росло й розвивалось. У 1737 р. тут було 77 монастирських дворів і 20 козацьких, 799 душ населення.
Требухівці брали участь у гайдамацькому русі. У 1747 р. польська військова комісія допитувала требухівця Никоненка. Під час допиту гайдамака помер.
Як військово-адміністративна одиниця, Требухів належав до Бориспільської сотні Київського полку.

### Російська імперія
За описом Київського намісництва 1781 року в Требухові було 185 хат: з них 44 виборних козаків та козаків підпомічників, решта посполитих, різночинських і козацьких підсусідків. За описом 1787 року в селі проживало 700 «казених людей» і козаків.
У ХІХ ст Требухів увійшов до Гоголівської волості Остерського повіту Чернігівської губернії.
У 1858 р. тут 371 двір, а в 1897 р. — 672 двори і 3417 душ населення. За кількістю населення Требухів поступався лише Броварам, Гоголеву і Димерці.
Требухів має давні і сильні традиції — язичницькі, церковні, освітні. Ще недавно селяни Требухова святкували якесь язичницьке свято Праву середу, ходили до лісу і робили з березових гілок снопик. Права середа — це Рахманський Великдень, коли шкаралупу яєць пускають за водою і вона допливає до людей-рахманів, які живуть за морем. У селі за давнім звичаєм під Новий рік водили традиційну козу.
Церкви в Требухові зводилися кілька разів. Спершу легендарна давньоруська церква, пізніше — церква, збудована Требою. У документах бориспільського магістрату від лютого 1662 р. згадується требухівський священик Симеон. Це означає, що козацька церква була тут раніше 1662 р. А в 1714 р., як свідчать письмові джерела, збудовано церкву св. Трійці, перебудовану в 1851 р. і 1869 р. (добудовано дзвіницю). За переказом, на ній було встановлено золотий хрест із старої горочанської церкви, яка затонула в озері.
Від 1898 р. в селі відома Покровська церква. Зміна назви церкви не випадкова. Відповідно до церковної реформи знищуються українські козацькі церкви, запроваджуються церкви московського обряду. Сучасна красива дерев'яна церква побудована в 1905—1911 рр. За архітектурою це традиційна козацька церква. Хрест із малої Троїцької церкви перенесли тоді на нову Покровську церкву. Ця церква пережила всі лихоліття радянського часу, при ній вівся давній літопис, який пропав під час війни. Аж у 30-х рр. знаменитий хрест зняли з церкви комсомольці і євреї.
У Требухові ще в 1874 р. відкрито одну з перших у районі земських шкіл — Требухівське сільське початкове народне училище. Перші вчителі — Курсаневич, Нестеровська, Буяло. У 1931 р. тут був перший випуск семирічки, а в 1936 р. — десятирічки. У 1929 р. тут навчалося 309 учнів, у 1940 р. — 720, а в 1963 р. — 1000 учнів.
Напередодні революції село жило небагато, але селянські господарства мали рівномірні достатки. На один двір припадало по дві десятини землі. Найбільшим землевласником був місцевий священик Ґалаґан. Він мав 70 десятин, але то були землі не особисті, а церковні. Землі не вистачало, і требухівці йшли в Таврію, до німців-колоністів на заробітки.

### Перші визвольні змагання. УНР. Требухівське повстання
Навесні 1920 р. селяни «виставили фронт», виступили проти радянської влади. В обороні села взяло участь близько 300 селян, озброєних вилами, обрізами. У відповідь село обстріляли з гармат, атакували кіннотою, спалили. Кажуть, що загинув кожний десятий житель села.
У Требухові народився Микола Ґалаґан. Він походив із згадуваної вже, знаменитої родини Ґалаґанів — палкий прихильник української революції, діяч УНР, який після поразки унрівських військ змушений був емігрувати за кордон. Там він не припиняв активної національної діяльності, якій віддав усе життя.

### Колективізація і Голодомор
У 1920-х роках перед початком колективізації та Голодомору, село Требухів було одним з найбільших у Броварському районі і мало 993 господарства та 4701 мешканець (1927). Масової колективізації селяни не сприймали. Коли 1930 р. у Требухові постає перший колгосп «Геть межі» на основі місцевої артілі, до нього ввійшли лише 9 найбідніших господарств. Зібрати врожай колгосп так і не зміг. Не обмолотилися навіть у листопаді, і врожай згнив у скиртах. Газета «Пролетарська правда» писала, що голова сільради, він же і секретар парторганізації, Кривенко захищає куркулів. Захищає тим, що хлібозаготівлю в 5690 пудів голова розподілив не на 70 куркульських господарств, а на 217.
Після цього радянська окупаційна влада вдається до збільшення норм хлібозаготівель та відвертих репресій, розпочинається масове розкуркулення заможних селян і виселення їх за тодішні межі Требухова, а в окремих випадках — ув'язнення і страти. Саме на такому тлі у 1932 році і почався Голодомор. За свідченнями місцевого жителя Ф. Ю. Лук'яненка, «У 1932—1933 рр., коли велася масова колективізація, урожай був звичайний, як і в інші роки. посухи не було. Хліб здали державі до зернини, не залишили ні на посів, ні для виплати на трудодні».
Очевидці наголошують на тому, що врожай у 1932 році був добрий, і голод почався через те, що радянська влада почала забирати у селян харчі. Важливо те, що у сімей, переважно бідних, які записалися у колгосп до 1932 року, їжу насильно не забирали. Про це зокрема свідчить пані Оксюта (Бабич) Ольга Архипівна (1924 р. н.).

### Друга світова війна

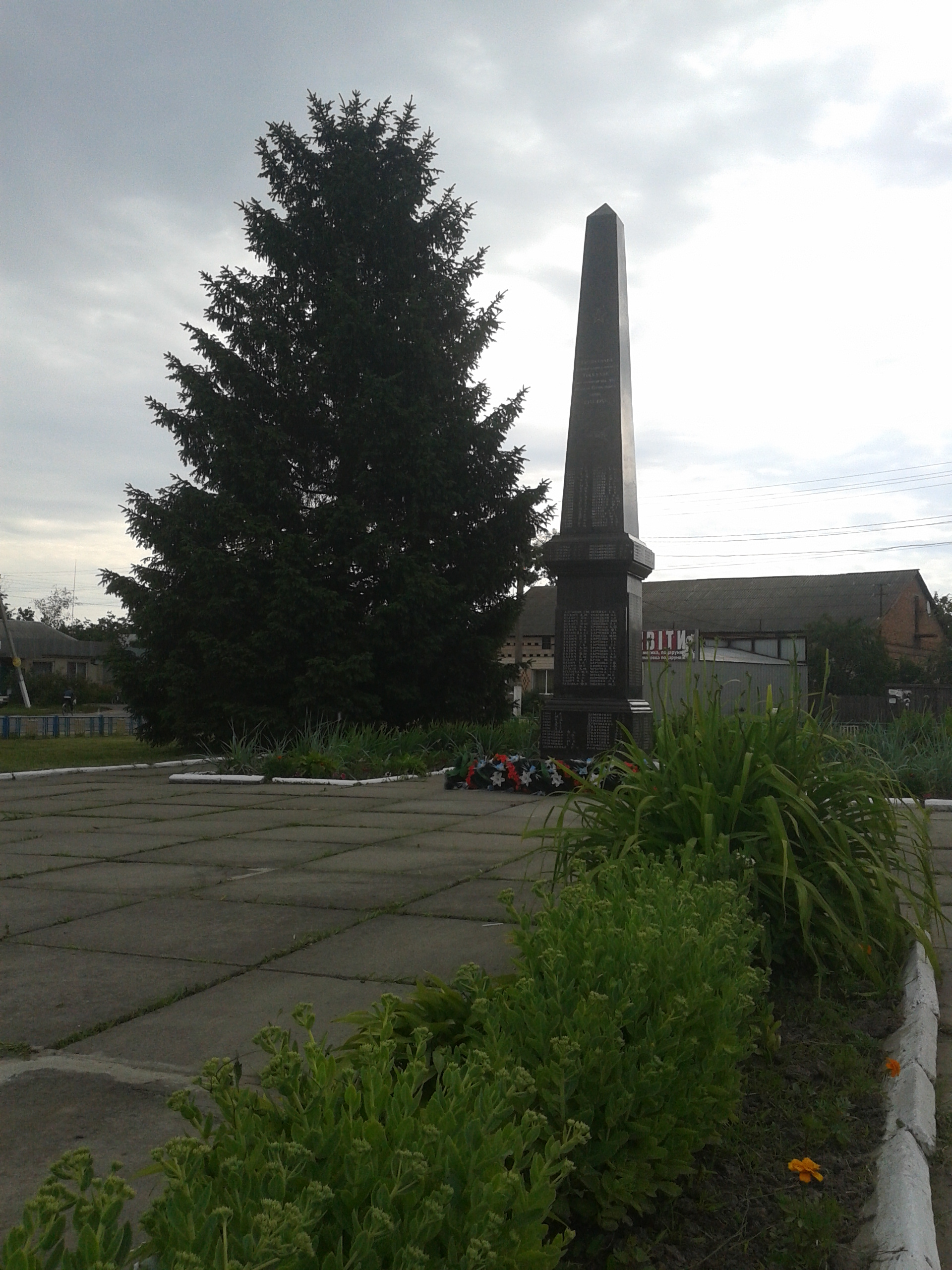
Пам'ятник воїнам-односельцям, які загинули в роки Другої світової війни

Восени 1941 р., прикриваючи Бориспільську дорогу, тут стояв в обороні на Рудці харківський партизанський загін[джерело?]. Половина тих харків'ян загинули і поховані в братській могилі в центрі села. У роки німецької окупації з села на роботи до Німеччини було вивезено 330 осіб, і лише 23 з них загинули. 3 916 требухівців призову 1941 р. з війни не повернулися більше 400. Загинули майже всі хлопці — випускники Требухівської школи 1939—1941 рр.
Восени 1943 р. Требухів опинився в центрі подій битви за Дніпро. У селі знаходився штаб Воронезького фронту. Саме під час перебування його в Требухові Воронезький фронт було перейменовано в Перший Український. Тут перебували Хрущов, Ватутін, Жуков. Штаб користувався гоголівським польовим аеродромом. Тут розміщувалися і штаби 38-ї армії та 3-ї танкової армії генералів Москаленка і Рибалка. Як бачимо, Требухів якийсь час був такою собі військовою столицею, де розроблялися плани реокупації Києва, звідки був прямий зв'язок з Москвою.

### Післявоєнний період

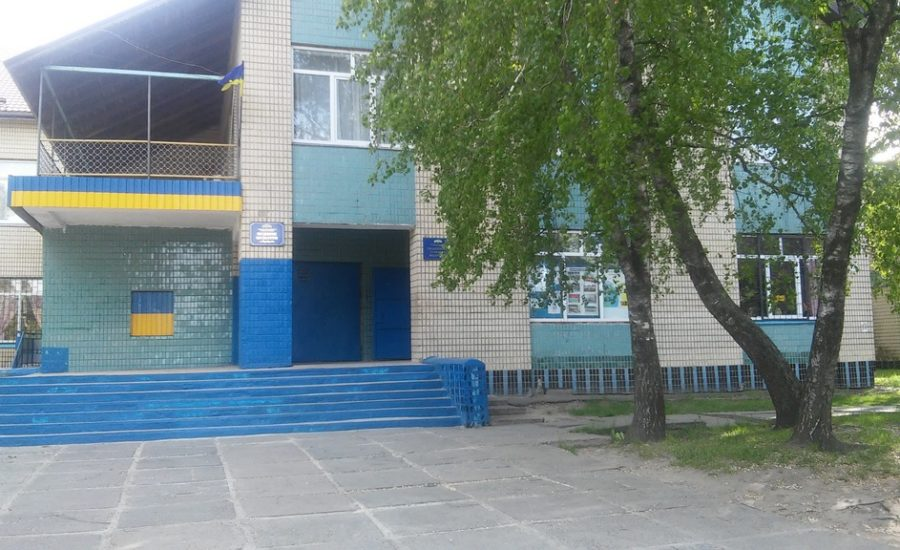
Сільський будинок культури та бібліотека

У післявоєнні роки Требухів прославився своїми садами. Фрукти вагонами відправляли в Росію. У 1963 р. в селі було 400 гектарів садів, великий плодорозсадник, вирощували 100 сортів плодових дерев. Тривалий час цим садовим господарством завідував високий професіонал і водночас ентузіаст садівництва В. Н. Рогач. З 1959 р. требухівський колгосп «Жовтень» стає дослідно-показовим господарством району. Його відвідують численні іноземні делегації.
У 1968 р. в Требухові жило 7200 осіб. Сьогоднішній Требухів — родове гніздо над озерцем Шелухою поета Миколи Сома.
Нині в Требухові мешкають 6484 особи. Загальна площа землі в адмінмежах Требухівської сільської ради — 5344,6 га.

## Населення

### Мова
Розподіл населення за рідною мовою за даними перепису 2001 року:
| Мова            | Кількість | Відсоток |
| --------------- | --------- | -------- |
| українська      | 6332      | 98.23%   |
| російська       | 100       | 1.55%    |
| білоруська      | 7         | 0.11%    |
| інші/не вказали | 7         | 0.11%    |
| Усього          | 6446      | 100%     |

## Освіта та культура
У 1877 р. (за іншими даними у 1874 р.) в с. Требухові відкрили земську школу, що мала назву «Требухівське сільське початкове народне училище», що належало до Гоголівської волості. Освітній заклад фінансували земська управа і жителі села, у 1882 р. на шкільні потреби ними було виділено 300 крб (200 від земства, 100 крб — селянами). Першою вчителькою була С. В. Корсакович. У 1887 р. навчалося 87 учнів (83 хлопці і 4 дівчини), діяв хор, яким керував місцевий псаломщик. Учителювали М.Нестеровська (1892 р.), Ю. В. Буяло (1895 р.). У 1890 р. із 82 учнів (77 хлопців і 5 дівчат) закінчили школу лише 8. У 1900 р. навчалося 69 учнів, закінчили курс лише 14.
До революції 1917 р. в селі мали вищу освіти дві особи, середню освіту — попівський син та ще 7 осіб, більшість населення була неписьменна. Після революції освітній заклад має назву «Требухівська школа І ступеня». З 1931 р. школу було реорганізовано в семирічну, до цього року початкова школа була чотирирічною. 1934 р. відбувся перший випуск 7-го класу, школу очолював П. П. Вашека.
Середня школа почала працювати з 1936 р.. Вперше 27 учнів закінчили 10-й клас у 1939 р. Упродовж 1939—1940 рр. школою керував В. І. Попко. У 1940 р. в школі навчалося 720 учнів.
Не припинялося навчання під час німецько-радянської війни, хоча кількість учнів зменшилася. У 1942 р. було страчено карательним загоном 7 мешканців села, серед них і вчительку Надію Юхимівну Буяло. Перший повоєнний випуск відбувся 1947 р. — 13 учнів. У 1946—1952 рр. школу очолює К. Г. Лісничий. 1947 р. школу відвідав тодішній Міністр народної освіти УРСР П. Г. Тичина.
У 1966 р. була збудована двоповерхова сучасна школа, а в 1977 р. було завершено триповерхову будівлю нинішнього навчального закладу. Школу очолювали: Г. Є. Салганік (1953—1957); Г. Й. Лапшин (1957—1961); І. О. Осадчий (1961—1972); М. І. Ковтун (1972—1976); Г. І. Бобрукевич (1976—1978); В. Й. Фролов (1978—1990); В. М. Овдієнко (1990—2001); С. М. Хромець (2001—2013); І. А. Фролова (2013—2014); у 2014-2020 рр. школою керував О. І. Шелест.
У селі функціонує переобладнаний у шкільне приміщення дитячий садок, де навчаються шестилітки.

### Требухівська загальноосвітня школа І-ІІІ ступенів
За даними 2024 року в школі навчалось 883 учні, працював 61 вчитель, з них всі із вищою освітою, 4 вчителі-методисти, 19 старших учителів, 16 відмінників освіти України, 32 вищої кваліфікаційної категорії; 57 учителів — випускники місцевої школи.
У Требухівській школі актова зала, дві спортивні зали, бібліотека (фонд якої налічує 30390 книжок), краєзнавчий музей «Моя земля — земля моїх батьків»; два комп'ютерні класи з підключенням до Інтернтету, їдальня на 200 місць, спортивно-гімнастичний майданчик, 44 навчальні кабінети.
Іноземну мову вивчають з 2-го класу. Функціонують класи з поглибленним вивченням української мови та літератури, запроваджено учнівське самоврядування у формі дитячих організацій «Соняшник», «Колос», ОСТУМ. На базі допрофесійної підготовки школа дає випускникам спеціальності «Тракторист» і «Швачка». Працюють об'єднання «Живе джерело», МАН, учнівський хор, театральна студія, спортивні секції, туристично-краєзнавчий клуб «Обрій», гуртки технічної творчості.

### Бібліотека
Требухівська сільська бібліотека — приклубна бібліотека розташована на другому поверсі в Будинку культури, займає площу 330 м.кв.
Бібліотека села Требухів була заснована в 1951 році. Вона підпорядковувалась Броварському районному відділу культури і Броварській районній бібліотеці. В той час бібліотека була чи не єдиною просвітницькою установою на селі. Кількість читачів стрімко збільшувалась, однак фонд зростав повільно. Тому бібліотекарі їздили в районну бібліотеку, і брали книги з їх фонду для задоволення потреб своїх читачів.
Обслуговування читачів працівники здійснювали не тільки в бібліотеці, а й на виробничих ділянках. Доступ до фонду тоді був закритий, тому можливість для користувачів самостійно взяти книгу була недоступною, що ускладнювало роботу бібліотекарів . В обідню перерву колгоспники збирались гуртом навколо бібліотеки, слухали читання вголос, бесіди, брали літературу. Поступово фонд зростав, відповідно збільшувалась і кількість читачів.
В 60-х роках бібліотека з приклубної перетворилась на сільську, а методичним центром так і лишились Відділ культури і Районна бібліотека. Бібліотека неодноразово нагороджувалась почесними грамотами. У 1967 році за професіоналізм у обслуговуванні бібліотеці було присвоєно звання «Відмінної роботи».

## Економіка
- ТОВ «Ексімтрейд» — виробник чаю та кави;
- ТОВ «ФОРА» — магазин;
- ТОВ «Каштан» — магазин;
- ТОВ «Точка coffee» — кав'ярня;
- «IGLEN» - виробництво домашнього текстилю;
- ТОВ Мегакрісп — виробник хлібців;[8][9]
- ТОВ ВП «Лавка Здоров'я» — виробник зернових хлібців;
- Логістичний центр Fozzy Group.

## Жителі
- Ґалаґан Микола Михайлович — український громадсько-політичний діяч, публіцист, член Української Центральної ради, посол УНР в Румунії та Угорщині;
- Кляченко Оксана Леонідівна (* 1964) — учена в галузі біотехнології, фізіології рослин та іншмолекулярної біології. Докторка сільськогосподарських наук, професорка. Академік АН вищої школи.
- Сом Микола Гнатович (* 1938) — український художник;
- Сом Микола Данилович (1935—2013рр, Требухів) — український поет, письменник. Лауреат літературної премії ім. Володимира Сосюри й Остапа Вишні. Автор слів до колискової «Рученьки, ніженьки, лагідні очі»;
- Овдієнко Марія Григорівна — філолог, поетеса, голова літературно-мистецького об'єднання «Криниця», старший науковий співробітник Броварського краєзнавчого музею, голова Броварської міськрайонної організації Товариства української мови імені Тараса Шевченка «Просвіта».